# Chiangrai United Football Club
El Chiangrai United Football Club (en tailandés: สโมสรฟุตบอลเชียงราย ยูไนเต็ด) es un equipo de fútbol profesional con sede en la ciudad de Chiang Rai, al norte de Tailandia. Juega en la Liga de Tailandia, la liga de fútbol más importante del país.

## Historia
Fue fundado en el año 2009 en la Provincia de Chiang Rai, al extremo norte de Tailandia e iniciaron en la Liga Regional de la División Norte (III nivel). En solamente su primera temporada ganaron el título de la división y ascendieron a la Primera División de Tailandia, y para el 2011 lograron ascender a la Liga Premier de Tailandia por primera vez en su historia.

## Palmarés
- Copa FA de Tailandia: 3

2017, 2018, 2020/21
- Copa de la Liga de Tailandia: 1

2018
- Copa de Campeones de Tailandia: 2

2018, 2020/21
- Liga Regional de la División Norte: 1

2009

## Participación en competiciones de la AFC
| Temporada | Torneo               | Ronda          | Club                   | Casa            | Visita | Global   |
| --------- | -------------------- | -------------- | ---------------------- | --------------- | ------ | -------- |
| 2018      | AFC Champions League | 2.ª Preliminar | Bali United            | 2–1 (aet)       |        |          |
| 2018      | AFC Champions League | Playoff        | Shanghai SIPG          | 0–1             |        |          |
| 2019      | AFC Champions League | 2.ª Preliminar | Yangon United          | 3–1             |        |          |
| 2019      | AFC Champions League | Playoff        | Sanfrecce Hiroshima    | 0–0 (aet 3–4 p) |        |          |
| 2020      | AFC Champions League | Grupo E        | Melbourne Victory      | 2–2             | 0–1    | 4° Lugar |
| 2020      | AFC Champions League | Grupo E        | Beijing Guoan          | 0–1             | 1–1    | 4° Lugar |
| 2020      | AFC Champions League | Grupo E        | FC Seoul               | 2–1             | 0–5    | 4° Lugar |
| 2021      | AFC Champions League | Grupo H        | Jeonbuk Hyundai Motors | 1–3             | 1–2    | 3° Lugar |
| 2021      | AFC Champions League | Grupo H        | Tampines Rovers        | 1–0             | 3–0    | 3° Lugar |
| 2021      | AFC Champions League | Grupo H        | Gamba Osaka            | 1–1             | 1–1    | 3° Lugar |
| 2022      | AFC Champions League | Grupo J        | Kitchee                | 2–3             | 0–1    | 3° Lugar |
| 2022      | AFC Champions League | Grupo J        | Vissel Kobe            | 0–0             | 0–6    | 3° Lugar |